# ベオグラード包囲戦 (1806年)
1806年のベオグラード包囲戦は、ベオグラード要塞にあったSanjak of Smederevoのオスマン帝国政府の打倒を目指してカラジョルジェ率いるセルビア反乱軍により起こされた。Battle of Mišar、Battle of Deligradに勝利すると、セルビア反乱軍はベオグラードに向けて進軍した。

## 戦闘
サヴァ川、Varoš、Stambol、Vidin gates（Gates of Belgrade参照）を制圧してベオグラードに侵攻する計画がKonda Bimbašaからカラジョルジェに提案された。オスマン兵の事務手続きをよく知るKondaが志願兵のリーダーシップをとり、Uzun-Mirkoも同行してサヴァ川の門を制圧した。カラジョルジェは司令官とともに、オスマン兵の注意力が下がるイド・アル＝フィトルの間、聖アンドレの日に攻撃することを決めた。反乱軍の列がそれぞれの門で作られ、Miloje Petrović、Sima Marković、Vasa Čarapić、Stanoje Glavaš、Vule Ilićの指揮下で門を制圧した後に突撃した。予定時刻で、Konda、Uzun-Mirko、Petar Sremac、Nikola Stambolija、Karlovalija、Dragić、Mladenが出発し、志願兵の分遣隊、そしてMiloje Petrovićの隊列が続いた。気付かれずに門に到着すると、最初にKondaとUzun-Mirkoが城壁を上り、柵を飛び越えて、迂回路で守備隊に向かって進んだ。オスマンの歩哨に遭遇すると、krdžalijeとして振る舞い、街の門と守備隊に向かい、そこで2つのグループに分かれた。Uzun-MirkoとKondaが守備隊を攻撃して、残りは門の鍵を斧で破壊した。戦いで、Uzun-Mirkoは2つの傷、Kondaは5つの傷を受けたが、続行した。銃撃が起こったものの、街と残りの門のトルコ人は、セルビアの攻撃が問題であると思ってなかったが、祝日に銃撃が起こったことも疑問に思わなかった。最初の門が制圧された後に、奇襲部隊がVaroš門に向かい、その頃にはトルコ人が不安に思うようになった。トルコ人のほとんどが上方要塞（Kalemegdan）に向かおうとしたが、krdžalijeと呼ばれるものに抵抗された。反乱軍が容易にKalemegdanに向かう街を制圧した後に、またUzun-MirkoとKondaはVaroš門でも戦い、Vasa ČarapićがStambol Gateを制圧する際に戦死し、Stanoje GlavašとVule IlićがVidin Gateを貫通した。

## 余波
1807年1月、オスマン帝国はIčko's Peaceを受け入れたが、反乱軍は拒否し、ロシアに独立援助を求め、6月にロシアとセルビアの軍事同盟（en）が締結された。

## ギャラリー

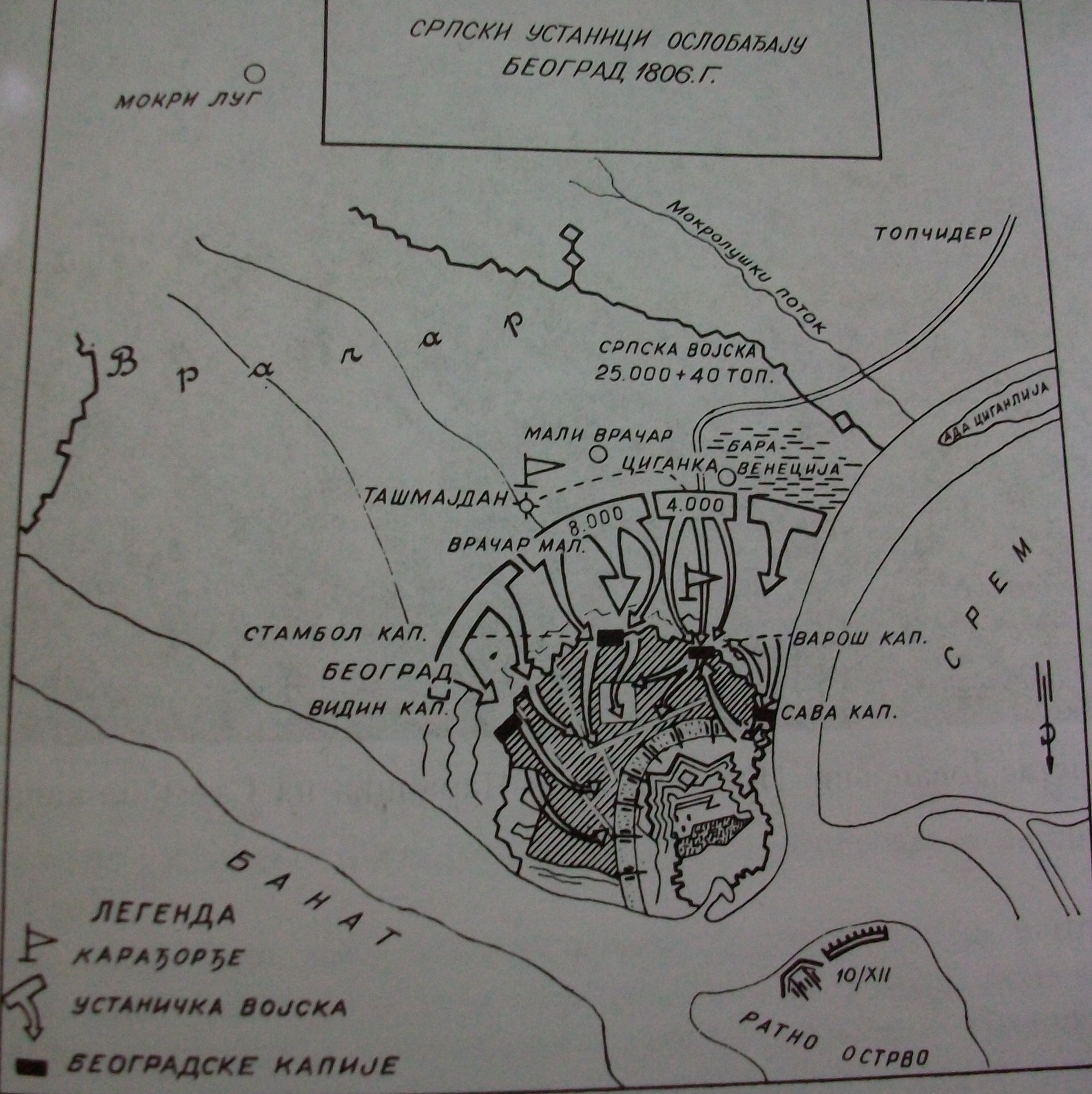
攻撃計画
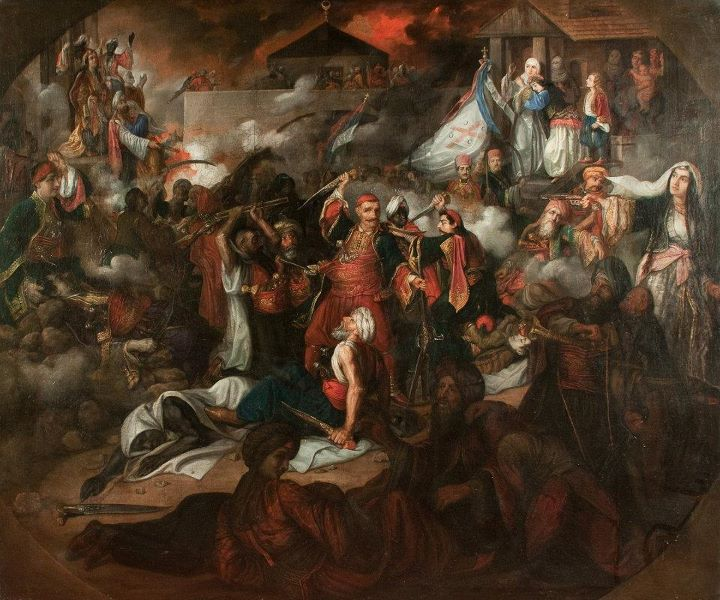
The Conquest of Belgrade （カタリナ・イヴァノヴィッチ）
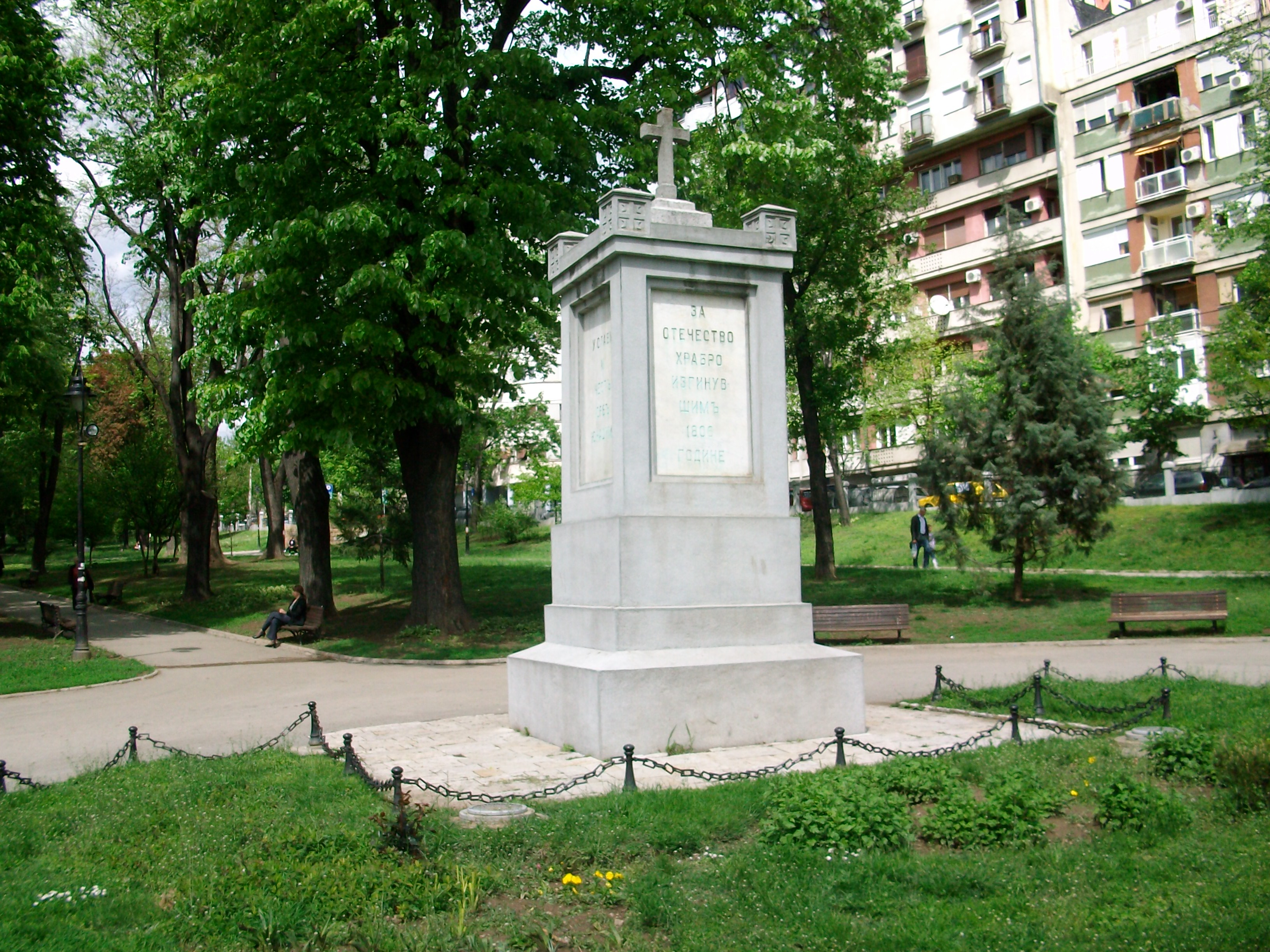
Monument and the Cemetery to the Liberators of Belgrade 1806